# De Bichos y Flores
De Bichos y Flores é um álbum da banda uruguaia La Vela Puerca lançado em 2001. Destacam-se as faixas El Viejo, Por Dentro, El Profeta, Burbujas, e Por la Ciudad. O disco foi gravado nos estúdios Panda de Buenos Aires 3 La Casa de Los Angeles por Ricardo Troilo e Aníbal Kerpel respectivamente. A produção artística ficou a cargo de Gustavo Santaolalla. As participações incluem Fernando Madina, vocalista da banda espanhola Reincidentes e León Gieco. Está disponível em plataformas como Last.fm (12 se outubro de 2017) e Spotify (25 de Janeiro de 2018)

## Faixas[1]
1. "Por la Ciudad" (Sebastián Teysera) – 3:02
2. "Por Dentro" (Teysera) – 2:37
3. "El Viejo" (Alejandro Balbis, Nicolás Lieutier, Teysera) – 3:07
4. "El Huracán" (Teysera) – 3:52
5. "Contradecir" (Teysera) – 4:09
6. "El Profeta" (Teysera) – 3:12
7. "Potosí" (Teysera) – 3:13
8. "Mañana" (Fabricio Castro, Lieutier, Teysera) – 2:28
9. "El Ojo Moro" (Carlos Molina, Teysera) – 2:23
10. "José Sabía" (Balbis, Teysera) – 3:21
11. "Rebuscado" (Sabastián Cabreiro) – 2:51
12. "Burbujas" (Lieutier, Teysera) – 4:03
13. "De No Olvidar" (Juan M. Lucio Muniz, Alfredo Zitarrosa) – 2:27

## Integrantes
- Sebastián Teysera: Voz, guitarra nas faixas 1, 5, 7 e 10, melódica na faixa 1, órgão na faixa 7 e coros.
- Nicolás Lieutier: Baixo.
- Rafael Di Bello: Guitarras.
- Santiago Butler: Guitarras.
- Lucas De Azevedo: Bateria.
- Coli Quijano: Saxofone.
- Alejandro Piccone: Trompete.
- Sebastián Cebreiro: Voz e coros.